# Paratomapoderus thomsoni
Paratomapoderus thomsoni es una especie de coleóptero de la familia Attelabidae.

## Distribución geográfica
Habita en Camerún, Congo, Gabón, Malí, y  República Democrática del Congo.